# Cliff Bastin
Clifford Sydney Bastin (14 de Março de 1912 – 4 de dezembro de 1991) foi um jogador de futebol inglês que jogou como atacante no Exeter City e no Arsenal. Ele também jogou na Seleção Inglesa. Bastin é o terceiro maior artilheiro do Arsenal de todos os tempos.

## Carreira

### Exeter City
Nascido em Heavitree em Exeter, Bastin começou sua carreira no Exeter City,  fazendo sua estréia no clube em 1928, com 16 anos. Apesar de ter jogado apenas 17 jogos e marcado 6 gols, ele foi visto pelo treinador do Arsenal, Herbert Chapman, em uma partida contra o Watford. Chapman estava no jogo para olhar um jogador do Watford, mas a habilidade de Bastin tornou-se tão evidente que ele decidiu contratá-lo no final da temporada 1928-29.

### Arsenal
Bastin fez sua estreia no Arsenal contra o Everton em 5 de outubro de 1929 e foi titular na temporada, fazendo 21 jogos naquela temporada. Ele passou a ser titular ao longo da próxima década, jogando mais de 35 partidas em todas as temporadas até 1937-38. 
Sua aparência jovem lhe valeu o apelido de "Boy Bastin", mas apesar disso, a carreira de Bastin foi caracterizada por sua frieza e precisão na frente do gol; ele também se tornou o cobrador de pênaltis do Arsenal. Os feitos marcantes de Bastin são ainda mais notáveis, considerando que ele jogou na ala esquerda.
Com o Arsenal, Bastin ganhou a Taça de Inglaterra em 1929-30 e 1935-36, a Primeira Divisão em 1930-31, 1932-33, 1933-34, 1934-35 e 1937-38, a Supercopa da Inglaterra em 1930. Bastin também terminou como artilheiro do Arsenal em 1932-33 e 1933-34, com 33 e 15 gols, respectivamente. 
Depois que o atacante Ted Drake chegou em março de 1934, Bastin não era mais o ala principal do Arsenal. Com Drake marcando a maior parte dos gols e Alex James cada vez mais indisponível devido as lesões e a idade, Bastin foi transferido para a área central por grande parte da temporada 1935-36. 
Uma lesão na perna direita o afastou de boa parte da temporada de 1938-39, a última jogada antes do início da Segunda Guerra Mundial.
Os 178 gols de Bastin fez dele o maior artilheiro do clube de 1939 até 1997, quando seu recorde foi superado por Ian Wright. Em 2005, Thierry Henry passou os dois e Bastin se tornou o terceiro maior artilheiro do Arsenal de todos os tempos. Seu recorde de 150 gols pelo Arsenal ficou um pouco mais longo, sendo igualado por Henry em 14 de janeiro de 2006 e superado por ele em fevereiro do mesmo ano.

## Carreira na Seleção
Bastin fez sua estréia pela Seleção Inglesa contra o País de Gales. Este jogo foi disputado em Anfield em 18 de novembro de 1931, que a Inglaterra ganhou por 3-1. Um dos destaques de sua carreira na Seleção Inglesa foi a famosa "Batalha de Highbury", onde a Inglaterra derrotou a Itália em 1934, com 3 gols a dois. Bastin também apareceu em uma partida notória contra a Alemanha, em Berlim, em 1938, quando a equipe da Inglaterra foi ordenada a fazer a saudação nazista antes do jogo.

## Pós Carreira
Após a aposentadoria, Bastin retornou à sua terra natal, Exeter, e trabalhou em um pub. Ele morreu em 1991, aos 79 anos. Um stand no estádio do Exeter, St James Park, foi nomeado em sua honra e em 2009 ele foi introduzido no Hall da Fama do Futebol Inglês.

## Vida pessoal
Bastin casou com Joan Saul, em Hendon, Londres, em 1939. Ela morreu em abril de 2012 com 96 anos. Eles tiveram duas filhas, Patricia e Barbara.